# آی‌زامبی (مجموعه تلویزیونی)
آی‌زامبی (به انگلیسی: iZombie) یک مجموعه تلویزیونی آمریکایی در سبک کمدی-درام جنایی که توسط راب توماس و دایان روگیرو، بر اساس کتاب کامیکی به همین نام تحت اثر DC به قلم کریس رابرسن و مایکل آلرد ساخته شده‌است و از شبکه سی‌دابلیو پخش می‌شود. فصل اول مجموعه متشکل از ۱۳ قسمت از ۱۷ مارس تا ۹ ژوئن ۲۰۱۵ پخش شد، و فصل دوم نیز به تعداد ۱۹ قسمت ۶ اکتبر ۲۰۱۵ تا ۱۲ آوریل ۲۰۱۶ پخش شد. از تاریخ ۴ آوریل ۲۰۱۷ تا ۲۷ ژوئن ۲۰۱۷ فصل سوم به نمایش درآمد. فصل چهارم از فوریه تا مه ۲۰۱۸ پخش گردید و فصل پنجم و آخر این سریال از ۲ مه ۲۰۱۹ آغاز و در ۱ اوت ۲۰۱۹ به پایان رسید.
یک دختر دانشجوی پزشکی به نام لیو مور (رز مک‌ایور) که یک «ریوننت» (موجودی خیالی که در اصل از مرگ بازگشته) است و برای از دست ندادن حافظه و خاطرات و شکل ظاهری اش و در نهایت تبدیل نشدن به یک زامبی، مجبور است تا حداقل هر ماه، یکبار مغز آدم بخورد و سردخانه بیمارستان برایش حکم سلف سرویس را دارد. البته بعد از خوردن هر مغز، افکار و خاطرات صاحبش را هم جذب می‌کند و این نقطه جذابیت داستان است.